# 鵜澤明日香
鵜澤 明日香（うざわ あすか、1985年10月2日 - ）は、日本の声優・歌手・タレント。
フロントロー所属。千葉県出身。血液型はB型。身長151cm。趣味は音楽鑑賞・お菓子作り。現在はライブを中心に活動している。キャッチフレーズは「虹色ボイスの歌う声優」。

## 経歴
2006年
- PlayStation 2用ソフト『鳥篭の向こうがわ』の少年役でデビュー。

2010年
- 3月21日、「鵜澤明日香LIVE活動一周年記念LIVE」にて、初のオリジナル曲『brillantear』を発表。
- 8月、姫宮みちり主催の劇団ぴんかぁ〜べる旗揚げ公演『魔道物語 〜月の魔法使いと太陽の魔女〜』に出演。赤松唯とのWキャストでメイ姫役を演じた。
- 10月1日、芝浦cube326で行われた「starship☆girl 〜鵜澤明日香バースデー〜」にて、新曲『本懐の月(仮)』を発表。
- 10月、エンタ!371で放映の『美声文庫』に出演。同じ回のもう1人の出演者は、木下鈴奈であった。

2011年
- 2月21日、「池袋IvorySweets」(池袋RUIDO K3)にて、オリジナル曲『バレッド☆スター』を発表。

## 出演

### テレビ番組
- Girls Song Sellection mini（テレビ埼玉：2010年2月21日）
- アイドルスナイパー（テレビ大阪：2010年7月31日、8月7・14・21・28日 ゲスト出演）
- 美声文庫（エンタ!371：2010年10月16・20・24・27・30日、11月5・12日）

### 舞台
- 魔道物語 〜月の魔法使いと太陽の魔女〜（2010年8月26〜30日 太陽組・メイ役）

### WebTV
- 『うきうき♪アーティストDX☆』（お台場ドットTV、毎週土曜日16:00 - 17:00、2010年6月 - 11月）
コッセこういちと共に、鵜澤明日香が初のレギュラーMCを担当した番組。デックス東京ベイスタジオより生放送されていた。
- 『mix juce #3』（しながわてれび放送、ゲスト出演）

### ゲーム
- 鳥篭の向こうがわ（少年）